# Cucullia blattariae
Cucullia blattariae är en fjärilsart som beskrevs av Eugen Johann Christoph Esper 1790. Cucullia blattariae ingår i släktet Cucullia och familjen nattflyn. Inga underarter finns listade i Catalogue of Life.